# Enrique Magalona
Enrique Magalona (Saravia, 5 november 1891 - 5 april 1960) was een Filipijns politicus. Hij was afgevaardigde van Negros Occidental van 1931 tot en met 1946 en senator van 1946 tot 1955. 

## Biografie
Enrique Magalona werd geboren op 5 november 1891 in Saravia in de Filipijnse provincie Negros Occidental. Hij was het enige kind van Vicente Magalona en Agustina Barrera. Magalona studeerde aan het Colegio de San Juan de Letran waar hij in 1907 summa cum laude een Bachelor of Arts-diploma behaalde. Aansluitend voltooide hij in 1910 een bacheloropleiding Philosophy and Letters aan de University of Santo Tomas en een bacheloropleiding rechten aan La Jurispudencia in 1911. Na zijn studie keerde hij terug in zijn geboorteplaats Saravia en werd hij net als zijn vader actief in de lokale politiek. Hij werd gekozen tot raadslid van Saravia en was vanaf 1916 president van de lokale politieke partij. In 1922 volgde een verkiezing tot burgemeester. Drie jaar later werd hij herkozen. 
In 1935 werd Magalona gekozen in het eenkamerig Nationale Assemblee van de Filipijnen. In 1939 werd hij herkozen. Nadat in 1941 het Assemblee weer werd opgesplitst in het Huis van Afgevaardigden en de Senaat, werd Magalona gekozen in het Huis. Omdat de Japanners kort na de Filipijnen binnenvielen, ging het nieuw gekozen Filipijns Congres met Magalona erin pas in 1945, na de herovering van het land door de Amerikanen, in sessie. Bij de eerste verkiezingen na het verkrijgen van de onafhankelijkheid in 1946 werd Magalona gekozen in de Senaat van de Filipijnen. Zijn termijn in de Senaat duurde tot 1955.
Magalona overleed in 1960 op 68-jarige leeftijd. Ter ere van Magalona werd zijn geboortegemeente in 1967 hernoemd in Enrique B. Magalona. Magalona was getrouwd met Consuelo Gayoso. Een van hun kinderen was acteur Enrique Magalona jr.. Rapper Francis Magalona was een kleinzoon van Enrique Magalona.